# 乌藤
乌藤（学名：Uvaria tonkinensis var. subglabra）为番荔枝科紫玉盘属下的一个变种。